# Никастро
Никастро је насеље у Италији у округу Катанцаро, региону Калабрија.
Према процени из 2011. у насељу је живело 55687 становника. Насеље се налази на надморској висини од 160 м.